# Illa Coftéecöl (San Esteban)
Illa Coftéecöl o de San Esteban (en espanyol és anomenada Isla de San Esteban o Isla Turón, y en seri Coftéecöl o Hast) és una petita illa del golf de Califòrnia, Mèxic, situada al sud-oest de l'illa de Tiburón. Forma part del municipi d'Hermosillo a l'estat mexicà de Sonora i té una superfície de 39.773 km2 (15.356 milles quadrades). Això la converteix en la 15a illa més gran de Mèxic.
Va ser habitada antigament per un grup de la gent comcáac (seri), ara està deshabitada.
L'illa de San Esteban és la llar de molts espècies d'animals endèmiques, com són dues espècies de Sauromalus (anomenats chacahualas en espanyol de Mèxic): el chacahuala de l'illa San Esteban (Sauromalus varius) i el chacahuala espinós (S. hispidus). Així com una espècie única de Ctenosaura (Ctenosaura conspicuosa) .